# Long Way to Heaven
Long Way to Heaven è il quinto album in studio degli Helix, uscito nel 1985 per l'etichetta discografica Capitol Records.

## Il disco
Long Way to Heaven è il terzo lavoro pubblicato dagli Helix per la major Capitol Records e permise alla band di raggiungere un altro successo guidato dal video "The Kid's Are All A Shakin’" che ricevette una buona sponsorizzazione negli States. Dopo l'uscita del precedente Walkin' the Razor's Edge che spopolò negli USA grazie anche al singolo "Rock You", il pubblico attendeva un lavoro in grado di bissare il successo di questo. Non fu il caso di Long Way to Heaven, che non riuscì ad ottenere la stessa popolarità, nonostante presentasse uno stile non dissimile. Proprio in questo periodo la band cominciò ad adottare un look e delle sonorità orientate sullo stile pop metal in voga all'epoca, cambiamento che fece storcere il naso a diversi critici, seppur il loro sound già dalle origini era rimasto sempre saldo su un heavy metal tendenzialmente più assimilabile. Nonostante quindi il disco avesse fallito nel tentativo di conquistare il pubblico statunitense come il suo predecessore, Long Way to Heaven vendette bene in Svezia. Infatti il loro primo tour per il supporto dell'album fu proprio nel paese Scandinavo, dove divennero la prima band rock canadese a svolgere intensivi tour e dove il disco raggiunse la posizione n°1 nelle classifiche. Il primo singolo lanciato fu "Deep Cuts the Knife", composto da una collaborazione tra Paul Hackman ed il songwriter Bob Halligan Jr, già presente nel precedente lavoro (fu proprio lui a comporre la hit di successo "Rock You"). Il brano ricevette un forte airplay negli U.S. e in Canada. La seconda hit fu "Kids Are all Shakin'", brano ispirato da un fan proveniente dalla Polonia. Il disco ottenne il platino in Canada.

## Tracce
1. The Kids Are All Shakin' (Hackman, Vollmer) 3:48
2. Deep Cuts The Knife (Hackman, Halligan Jr.) 4:01
3. Ride The Rocket 3:24
4. Long Way To Heaven (Doerner, Hackman, Vollmer) 3:34
5. House On Fire 4:15
6. Christine 3:34
7. Without You (Jasmine's Song) (Doerner, Hackman, Vollmer) 3:40
8. School Of Hard Knocks 4:06
9. Don't Touch The Merchandise 2:47
10. Bangin' Off-A-The Bricks 3:15

## Formazione
- Brian Vollmer - vocals
- Paul Hackman - chitarra
- Brent Doerner - chitarra
- Daryl Gray - basso
- Greg Hinz - batteria